# Boston-Marathon 1968
| 72. Boston-Marathon    | 72. Boston-Marathon        |
| ---------------------- | -------------------------- |
| Stadt                  | Boston, Vereinigte Staaten |
| Datum                  | 19. April 1968             |
| Distanz                | 42,195 Kilometer           |
| Sieger                 |                            |
| Männer                 | Amby Burfoot (2:22:17 h)   |
| Frauen                 | Roberta Gibb (3:30:00 h)   |
| ← Boston-Marathon 1967 | Boston-Marathon 1969 →     |
| Website                | Offizielle Website         |

Der Boston-Marathon 1968 war die 72. Ausgabe der jährlich stattfindenden Laufveranstaltung in Boston, Vereinigte Staaten. Der Marathon fand am 19. April 1968 statt.
Bei den Männern gewann Amby Burfoot in 2:22:17 h und bei den Frauen Roberta Gibb in 3:30:00 h.

## Ergebnisse

### Männer
| Platz | Athlet               | Land                   | Zeit (h) |
| ----- | -------------------- | ---------------------- | -------- |
| 01    | Amby Burfoot         | Vereinigte Staaten     | 2:22:17  |
| 02    | William Clark        | Vereinigte Staaten     | 2:22:49  |
| 03    | Alfredo Peñaloza     | Mexiko                 | 2:25:06  |
| 04    | Pablo Garrido Lugo   | Mexiko                 | 2:25:07  |
| 05    | Ron Daws             | Vereinigte Staaten     | 2:29:17  |
| 06    | Robert Deines        | Vereinigte Staaten     | 2:30:13  |
| 07    | Jose Garcia Gaspar   | Mexiko                 | 2:30:29  |
| 08    | Mikko Ala-Lappilampi | Finnland               | 2:31:35  |
| 09    | Danny McFadzean      | Vereinigtes Königreich | 2:32:27  |
| 10    | August Mulreke       | Vereinigte Staaten     | 2:34:15  |

### Frauen
| Platz | Athletin      | Land               | Zeit (h)  |
| ----- | ------------- | ------------------ | --------- |
| 01    | Roberta Gibb  | Vereinigte Staaten | 3:30:00   |
| 02    | Nina Kuscsik  | Vereinigte Staaten | 3:45:00 * |
| 03    | Marjorie Fish | Vereinigte Staaten | 4:45:00 * |

* ungefähre Zeit